# Паршевникова
Паршевникова — деревня в Черемховском районе Иркутской области России. Входит в состав Алехинского муниципального образования. Находится примерно в 14 км к юго-востоку от районного центра.

## Население
| 2002 | 2010 | 2011 | 2012 |
| ---- | ---- | ---- | ---- |
| 268  | ↘267 | ↘266 | ↗267 |